# Dürrboden

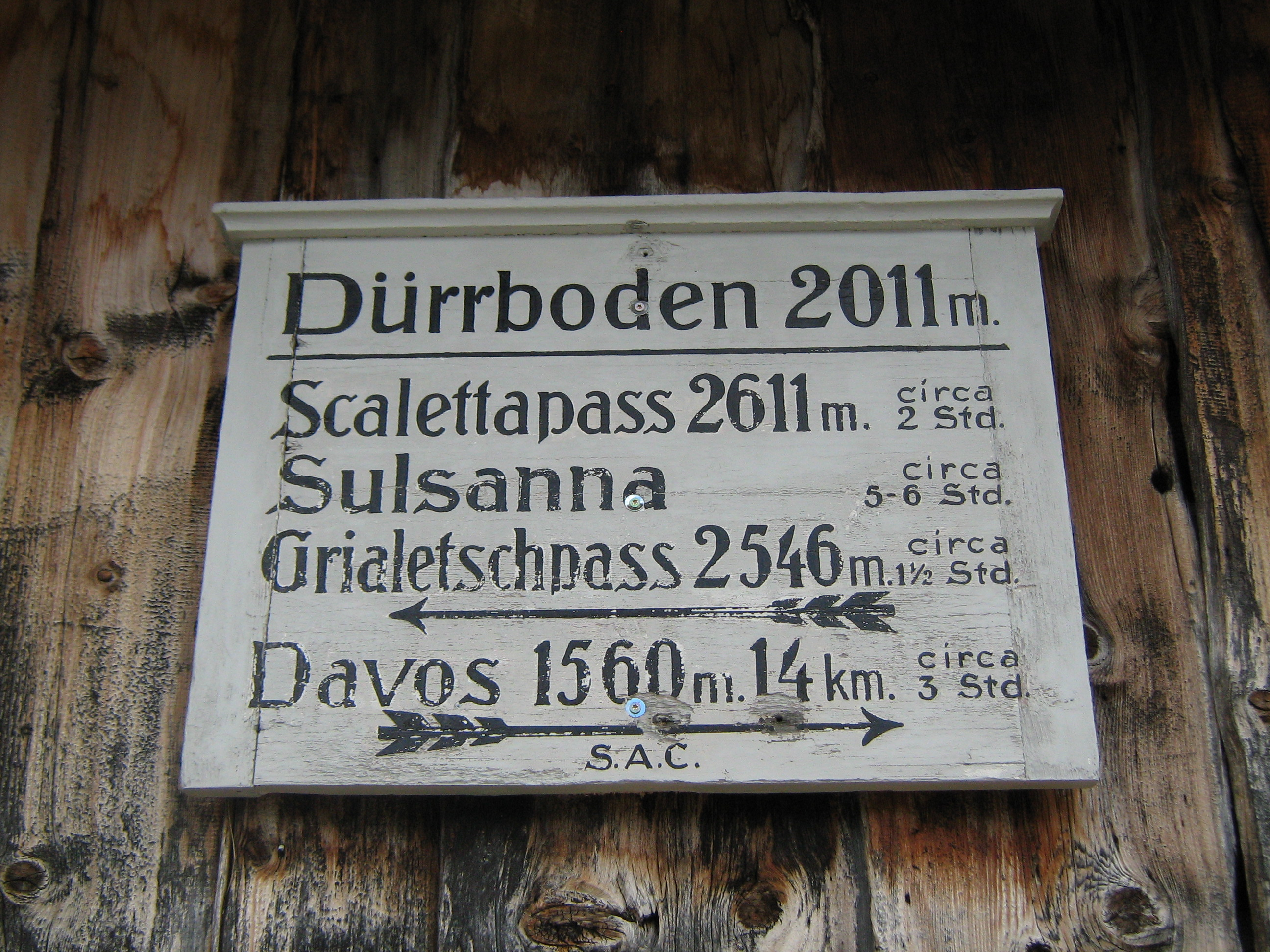
Dürrboden

Der Dürrboden ist eine Alp und liegt im hinteren Dischma südöstlich von Davos im Kanton Graubünden in der Schweiz. Der Weiler liegt an einer historischen Säumerroute, der „Via Valtellina“, auf der Wein aus dem Veltlin über den Scalettapass in den Norden gebracht wurde.
Hier im hintersten Talboden des Dischma treffen die Wege vom Scalettapass und vom Grialetschpass zusammen. Heute führt eine Fahrstrasse bis zur Alp. Am Ende der Strasse steht ein Parkplatz zur Verfügung. Im Sommer wird die Alp von einem Bus bedient.
Auf der Alp steht ein historisches Berggasthaus, das in den 1970er-Jahren mit einem neuen Gebäude erweitert wurde. Das Berggasthaus ist im Sommer geöffnet und betreibt im Winter ein SOS-Telefon, da der Mobiltelefonempfang im Tal beschränkt ist.

## Zustiege
Der Dürrboden ist im Sommer mit dem Bus oder Auto erreichbar. Ein Wanderweg führt von Davos am Dischmabach entlang. Im Winter ist die Strasse gesperrt. Das Tal eignet sich für Schneeschuhtouren, wobei allerdings auf die Lawinengefahr geachtet werden sollte.
Der Dürrboden ist ebenfalls vom Sertig, über den Scalettapass oder den Grialetschpass erreichbar.

## Touren
Die Alp eignet sich als Ausgangspunkt für verschiedene Bergsportaktivitäten. Folgende Wege kreuzen den Dürrboden: 
- Via Valtellina
- Bike Route 90, Graubünden Bike Etappe Davos - Bergün/Bravuogn
- Kesch Treck mit Wanderung zur Kesch-Hütte oder Grialetschhütte.

Als Tagesausflüge eignen sich:
- Gletschtälli, Rundwanderung zum Gletschervorfeld des Scalettagletschers,
- Rundwanderung zum Flüelapass,
- Ausflug auf die Grialetschhütte,
- Besteigung des Scalettapasses,
- Wanderung von und nach Davos,
- Wanderung ins Sertig,
- Wanderung nach Brail an der Grenze zwischen Ober- und Unterengadin